# Open Firmware
L'Open Firmware, originellement développé par Sun Microsystems, est un firmware (micrologiciel informatique) qui permet de charger le système d'exploitation indépendamment du type d'ordinateur utilisé. Ce firmware est utilisé notamment dans les anciens Macintosh à base de PowerPC, dans les stations de travail et serveurs à base de processeurs SPARC de Sun Microsystems, et dans des machines PegasosPPC. Sur ce type de machine l'Open Firmware remplit plus ou moins les mêmes fonctions que le BIOS des PCs.
Le firmware est utilisable et programmable par l'utilisateur à travers un shell en langage Forth. 
Sur les Macintosh, ce shell est accessible en maintenant appuyées les touches Pomme-Option-O-F au démarrage de la machine. Il n'est généralement utilisé que par les administrateurs. Pour l'utilisateur final, le système Mac OS X fournit une interface graphique de haut niveau permettant de modifier les réglages du firmware. Il est par exemple possible de changer le disque ou la partition de démarrage sans avoir à utiliser le shell d'Open Firmware.
Open Firmware est un standard de l'IEEE : référence IEEE-1275.